# سلمان‌لی (کوزان)
سلمان‌لی (به ترکی استانبولی: Salmanlı) یک منطقهٔ مسکونی در ترکیه است که در قوزان (ترکیه) واقع شده‌است.